# Успение Богородично (Ясен)
Вижте пояснителната страница за други значения на Успение Богородично.
„Успение Богородично“ е православна църква във видинското село Ясен.

## История
Църквата е гробищна. Изградена е в 1883 година изцяло от камък на една тераса в близост до Дунава.

## Описание
В църквата в 1883 година работят дебърските майстори Петър Новев и Аврам Дичов, за което свидетелства надпис върху иконата на Света Богородица с Младенеца „изъ руки Петръ Іѡвановъ со внука му Аврама Дичовъ“. На големите икони са изписани тропари – рядко срещано решение, характерно творчеството на учителя им Дичо Зограф. Вероятно те изписват и иконостаса.